# النعمان (الحيمة الداخلية)

تعديل مصدري - تعديل

النعمان هي إحدى قرى عزلة بني الحذيفي بمديرية الحيمة الداخلية التابعة لمحافظة صنعاء، بلغ تعداد سكانها 137 نسمة حسب تعداد اليمن لعام 2004.